# Capital deepening
Per intensificazione del capitale (in inglese capital deepening) si intende quella relazione che intercorre tra lavoratore e capitale impiegato in impresa: quindi, si intende il capitale disponibile per ogni lavoratore, cioè il numero di macchinari a disposizione per ogni lavoratore (coefficiente capitale/ora di lavoro).
Quello della cd. base produttiva è un argomento introdotto solo recentemente per dimostrare che non è importante solo l'incremento di capitale o di lavoro in un'economia, ma ci deve essere un giusto aumento di macchinari e lavoro.

L'aumento simmetrico capitale-lavoro porta a diseconomie (ampliamento del capitale), così come la rigidità nell'uso della forza lavoro incoraggia investimenti ad alta intensità di capitale.

## La teoria del ciclo monetario puro
L'espressione capital deepening è stata introdotta dall'economista britannico Hawtrey (Capital and Employment, 2ª ed. Londra: Longmans, Green & Co., 1952), per distinguere l'intensificazione del capitale dall'ampliamento del capitale (capital widening in inglese), nell'ambito della teoria del ciclo monetario puro.

Hawtrey utilizza l'espressione per descrivere un'economia dove il capitale per operaio sta aumentando. L'investimento deve prendere la forma di capitale "approfondito" piuttosto che di capitale "allargato", in quanto:
«Il processo in cui i beni strumentali di una Comunità sono aumentati può prendere due forme, un allargamento e un approfondimento. L'allargamento dei beni strumentali significa l'estensione di capienza produttiva dall'emersione di nuove imprese, o l'espansione delle imprese attuali, senza alcun cambiamento nella quantità di capitale impiegata per ogni unità del lavoro. L'approfondimento significa un aumento nella quantità di capitale impiegata per ogni unità di lavoro».
Hawtrey ha concluso che una riduzione del tasso di interesse "è un segno che l'allargamento del capitale è insufficiente per esaurire le risorse del mercato di investimento".
Il processo di intensificazione del capitale può essere accompagnato in particolari industrie dall'ampliamento di capitale. Questo fatto è implicato nell'analisi schematica di Hayek nei prezzi e produzione; l'intensificazione del capitale è stata definita come riduzione dello nelle fasi successive (della produzione), concomitante con un ampliamento del capitale nelle fasi iniziali.

## Conseguenze economiche
L'intensificazione del capitale ha trasformato alcune industrie. I dispositivi automatizzati hanno sostituito ad esempio la maggior parte dei centralinisti, le automobili sempre più sono prodotte dai robot guidati da pochi operai piuttosto che dalle catene di montaggio; grazie al fai-da-te, ci sono meno addetti ma più stazioni di servizio.